# كأس روسيا لكرة القدم 2014–15
كأس روسيا لكرة القدم 2014–15 (بالروسية: Кубок России по футболу 2014/2015)‏ هو الموسم 23 من كأس روسيا لكرة القدم. أقيم خلال الفترة 8 يوليو 2014 وحتى 21 مايو 2015، وأشرف على تنظيمه اتحاد روسيا لكرة القدم، وكان عدد الأندية المشاركة فيه 105، وفاز فيه لوكوموتيف موسكو.